# Вилијан (фудбалер)
Вилијан Боржес да Силва (порт. Willian Borges da Silva; Рибериао Пирес, 9. август 1988), познатији само као Вилијан, бразилски је фудбалер који игра као крилни играч и офанзивни везни. Тренутно наступа за Олимпијакос и репрезентацију Бразила.